# Gedenkstätte für die Rote Kapelle (Eschtaol-Wald)
Die Gedenkstätte für die Rote Kapelle (אַנְדַּרְטַת הַזִּכָּרוֹן לַתִּזְמוֹרֶת הָאֲדֻמָּה Andarṭat haSikkarōn laTismōret haʾAdummah) ist ein Ehrenmal im Eschtaʾol-Wald für Mitglieder des vielschichtigen Spionagerings Rote Kapelle, die in Belgien, Deutschland, Frankreich und den Niederlanden die Wehrmacht ausforschte und Erkenntnise an die Sowjetunion meldete.

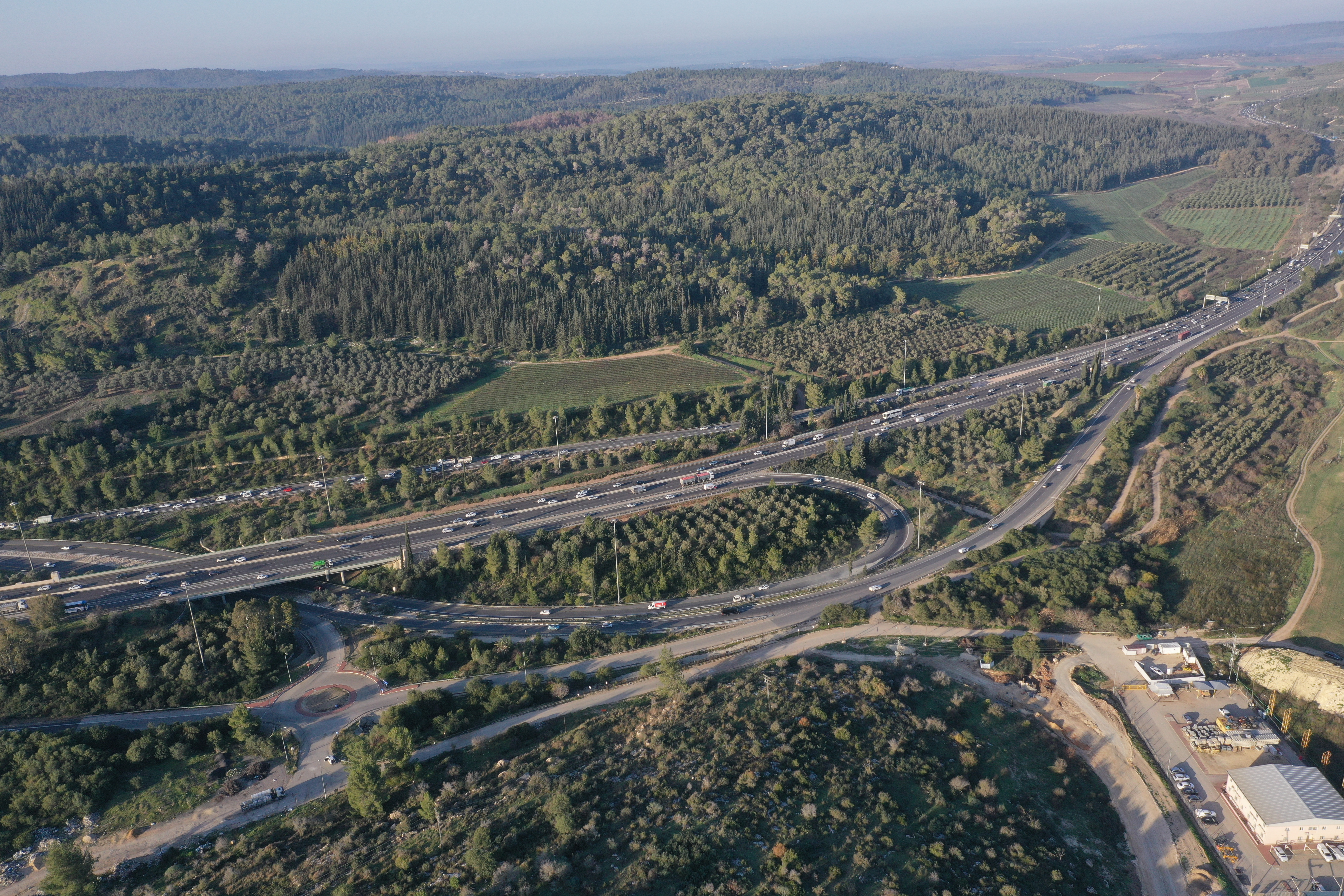
Blick aus dem Bergland Judäas westwärts mit Anschlussstelle Mechlaf Schaʿar haGai vor den nordöstlichen Hängen und Höhen des Eschtaʾol-Waldes, die Gedenkstätte ist knapp links außerhalb der Aufnahme, 2023

## Lage
Die Gedenkstätte befindet sich seit 2014 am Osthang des 369 Meter hohen Berges Chirbat Chatuleh (arabisch خِرْبَةٌ خَاتُولَةَ, DMG Ḫirbat Ḫātūla ‚Ruine der Hinterhältigen/Auflauernden‘, hebräisch חִ׳ירְבַּת חַ׳תוּלֶה Chīrbat Chatūleh) im Nordosten des Eschtaʾol-Walds, einem Wald in der nördlichen Schfelah am Übergang zu den östlich gelegenen Jerusalemer Bergen im Bergland Judäas. Sie bildet ein Rondell 400 Meter südwestlich und 25 Meter über der Talenge Schaʿar haGai im Verlauf der alten Landstraße Jaffa-Jerusalem (jetzt Haupt-Landesstraße ), die wenig bergab 500 Meter nördlich vom Denkmal in breiterer Tallage hier den Mechlaf Schaʿar haGai, die Anschlussstelle mit der Nationalstraße Kvisch  bildet. Im Tal befindet sich der Chan Schaʿar haGai, ein traditionsreiches Gasthaus am Weg von und nach Jerusalem, den Kalif ʿAbd al-Malik als neue Verbindung zwischen See und Jerusalem anlegen ließ.
Unmittelbar 50 Meter südwestwärts den Hang hinauf befindet sich auf 340 m Höhe die Warte Mitzpeh Chativat Harʾel (מִצְפֵּה חֲטִיבַת הַרְאֵל Mizpeh Chaṭīvat Harʾel, auch מִצְפּוֹר שַׁעַר הַגַּיְא Mizpōr Schaʿar haGaj, deutsch ‚Aussichtspunkt [des 5. Harʾel-Bataillons] «Schaʿar haGai»‘) zu Ehren der Harʾel-Brigade, vor allem ihres 5. Bataillons «Schaʿar haGai», die unter Befehl Jizchaq Rabins am Tag nach Gründung Israels den Schaʿar haGai einnahm, und in der Operation Joram (8./9. Juni des Jahres) das Tegart-Fort in Latrun bestürmte, beide Male ohne die Blockade Jerusalems aufheben zu können, da die transjordanische Arabische Legion die Landstraße Jaffa-Jerusalem bei Latrun weiter gesperrt hielt. Am Mitzpeh Chativat Harʾel mit seinem weiten Ausblick passiert der Fernwanderweg Schvil Jisraʾel, der hier im Wald zwischen der Quelle ʿEin Chila im Westen und Burma Road im Südosten Derech Schaʿar haGai heißt. Von der Gedenkstätte sind es 700 Meter Wegs durch den Wald südwärts bis zur berühmten, 1948 neu angelegten Burma Road zum Entsatz des belagerten Jerusalems, heute eine Wanderweg durch den Wald, und noch einmal 800 Meter weiter befindet Mesillat Zion, nächstgelegener bewohnter Ort.
Mit dem Kraftwagen vom Mechlaf Schaʿar haGai südwärts die Nationalstraße  fahrend, kommen Wegweiser, die nach einem Kilometer auf die Ausfahrt westwärts zur Burma Road und zur Gedenkstätte אנדרטת הגדוד החמישי Denkmal des 5. Bataillons führen. Dem Weg zum historischen Chan Schaʿar haGai folgend, wo der österreich-ungarische Kaiser Franz Josephs I., der britische Kronprinz Albert Eduard, dessen Schwäger Prinz Ludwig von Hessen und bei Rhein und der preußische Kronprinz Friedrich Wilhelm im November 1869 zu Gast waren, als sie auf dem Rückweg von der Eröffnungsfeiern des Suezkanals eine Reise ins Heilige Land anhängten, wie dort 1898 auf ihrer Palästinareise letzterer Sohn Wilhelm II. und Auguste Victoria mit beider Entourage einkehrten, biegt man vor einer Geflügelmastanlage links ab und 200 Meter bergan die nächste rechts in eine unbefestigte Piste, die nach 400 Metern die Gedenkstätte erreicht. 700 Meter Luftlinie südlich, jenseits der , befindet sich am südwestlichen Fuß des Reches Schajjarot die zentrale Gedenkstätte für gefallene ausländische Freiwillige im Zahal aus Nordamerika.

## Geschichte
Im März 1938, deutsche und österreichische Nationalsozialisten hatten gerade den Anschluss Österreichs im Wege des Staatsstreichs vollzogen, begann Leopold Trepper, ein jüdischer Pole in Belgien den Spionagering Rote Kapelle aus Kommunisten und anderen Beteiligten in Westeuropa auf, deren viele jüdische Palästinenser waren, die er schon aus dem Mandatsgebiet Palästina kannte. Zu diesem engeren Kreis gehörte Leon Großvogel, der Logistiker des Netzwerks, Hillel Katz, Treppers enger Mitarbeiter, David Kamy, der als Funker fungierte, und Zosia Poznańska, die Chef-Chiffriererin. Um diesen Kern herum baute Trepper nach und nach das Netzwerk auf, das 290 Personen aus Belgien, Deutschland, Frankreich und den Niederlanden zählte, 66 von ihnen, etwa ein Viertel, waren Juden, deren 48 deutsche Hände zu Tode brachten. Der Spionagering stand mit zwei Agenten des sowjetischen Militärgeheimdiensts Glawnoje Raswedywatelnoje Uprawlenije (GRU) in Verbindung.
Die Arbeit ging weiter, als die Sowjetunion und Deutschland sich 1939 im Ribbentrop-Molotow-Pakt verbündeten, die Nationen zwischen ihren Territorien (Estland, Finnland, Lettland, Litauen und Polen) zu unterwerfen und in ihrer Staatlichkeit aufzuheben. Der Spionagering sammelte Informationen zu allen Aspekten der Wehrmacht und deutscher Besatzung. Die Informationen wurden zunächst über sowjetische Konsulate und Botschaften Westeuropas nach Moskau übermittelt. Ab Deutschlands Einfall in Westeuropa gingen alle Informationen per Funk von einer einzigen versteckten Sendezelle in Brüssel, wo das gesamte Geheimmaterial gesammelt wurde, das Poznańska größtenteils chiffrierte. Tagsüber funkte Poznańska und nachts Kamy abwechselnd mit Michail Makarow. Die Rote Kapelle warnte die Sowjets, die dem aber keinen Glauben schenkten, dass Deutschland den Pakt brechen und die Sowjetunion angreifen würde. Ab Dezember 1941 gelang der deutschen Abwehr, die den Sender ortete, viele Mitglieder der Roten Kapelle zu fassen, deren viele hingerichtet oder in Konzentrationslagern ermordet wurden, zwei töteten sich in Haft selbst.
Poznańska, Kamy und Makarow verrieten unter deutscher Folter nichts, weshalb unentdeckte Mitglieder den Spionagering noch bis Ende 1942 fortführen konnten. Die drei Funker waren unter den Ermordeten. Trepper, schließlich auch gefasst, gab vor als Doppelagent mit der Abwehr zu koopieren und konnte entkommen, landete aber in Stalins Haftanstalten. Trepper kam nach dessen Tod frei und ging nach Polen. Der antisemitischen Welle 1968 in Polen konnten sich Treppers erst nach westlichen Interventionen entziehen und machten 1972 Alija.

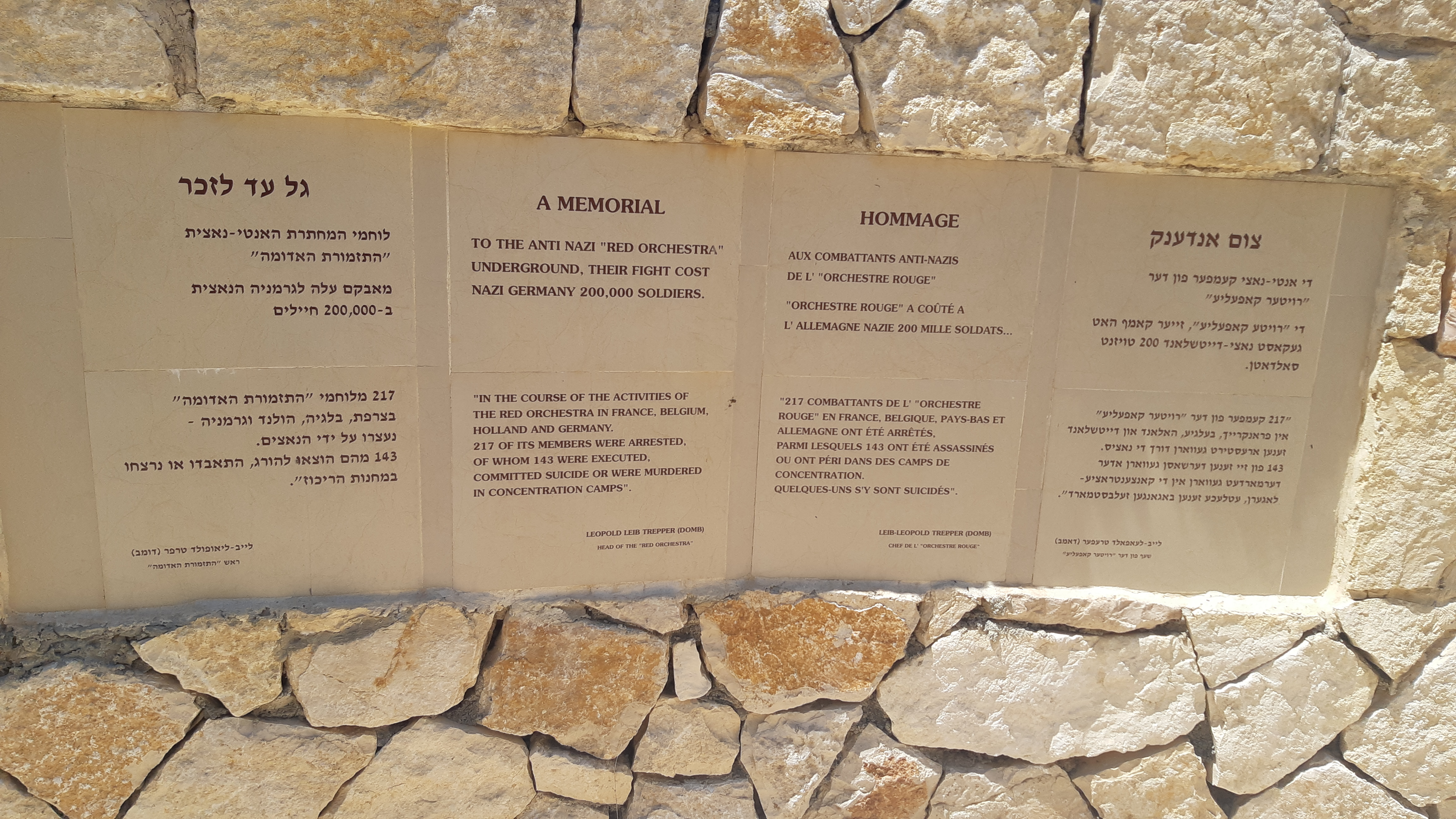
Widmungstafeln auf Hebräisch, Englisch, Französisch und Jiddisch (überschrieben), 2021

Nach seinem Tod 1982 wandten sich seine Witwe Ljuba Trepper (geb. לְיוּבָּה בְּרוֹיְדֹא Ljuba Broido, russisch Люба Брауде) und die Söhne Michel und Edgar an die Organisation der Partisanen und Untergrundkämpfer in Israel (אִרְגּוּן הַפַּרְטִיזָנִים וְלוֹחֲמֵי הַמַּחְתֶּרֶת בְּיִשְׂרָאֵל) und baten um Unterstützung bei der Einrichtung einer Gedenkstätte für die Kämpfer der Roten Kapelle. Treibende Kraft hinter der Einrichtung dieser Stätte war Alexander ‘Olek’ Poznański (אלכסנדר אולק פוזננסקי), älterer Bruder Poznańskas, der beim Jüdischen Nationalfonds arbeitete. Im Tal des Nachal Nachschon, wo es sich westlich der Talenge Schaʿar haGai weitet, wurde im Juni 1983 die Gedenkstätte eingeweiht, ringsumher pflanzten Menschen, die der Kämpfer gedachten und sie liebten, einen Baumhain. Die Gedenkstätte wurde 2014 an den Berghang verlegt, nachdem der bisherige Standort beim Ausbau der Anschlussstelle Mechlaf Schaʿar haGai weichen musste.

## Anlage der Gedenkstätte

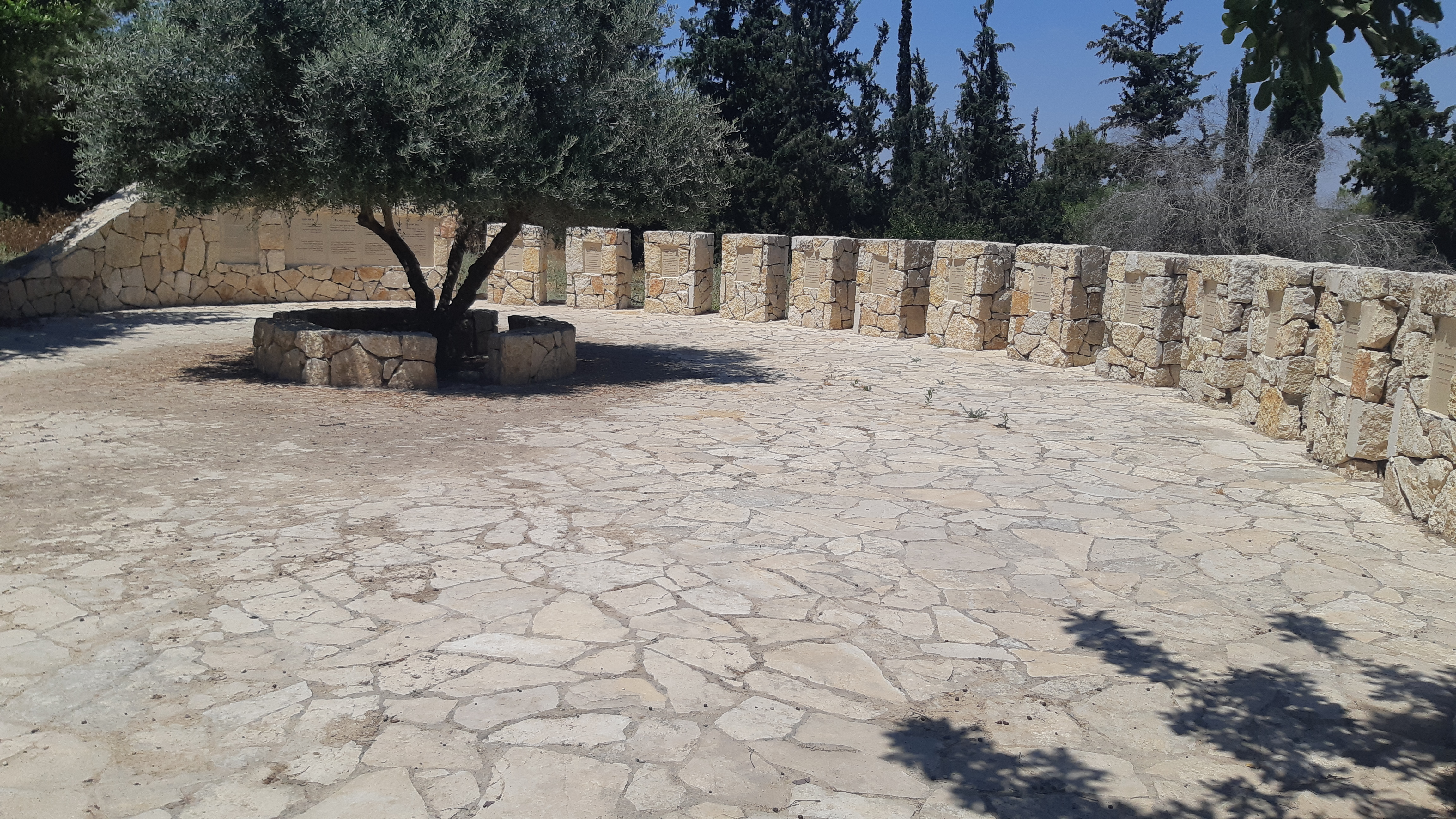
Rondell von Tafeln und Namensstelen um einen Ölbaum, 2021

Die Gedenkstätte gedenkt aller Mitglieder der Roten Kapelle und widmet 18 jüdischen und nichtjüdische Mitgliedern einzelne, rustikal gemauerte Gedenkstelen. Die Erklärungstafeln zum Wirken der Roten Kapelle zitieren Admiral Wilhelm Canaris, Chef der militärischen Abwehr, dass das Wirken der Roten Kapelle Deutschland das Leben von 200.000 Soldaten gekostet habe. Die Tafeln sind auf Englisch, Französisch, Hebräisch und Jiddisch verfasst.
Die Anlage befindet sich auf einer Hangterrase auf etwa 320 m Höhe, an der Seite zum ansteigenden Hang finden sich die Erkärungstafeln, die Stelen zum Gedenken Einzelner stehen in einem unregelmäßigen Halbrund und begrenzen die Anlage zur abfallenden Hangseite. Die Lage ist nicht im steilen Hang, weshalb die Vegetation zunehmend die Sicht ins Tal verstellt. Die Mitte des unregelmäßigen Rondells beschattet ein Ölbaum.